# Alessandro Magnasco

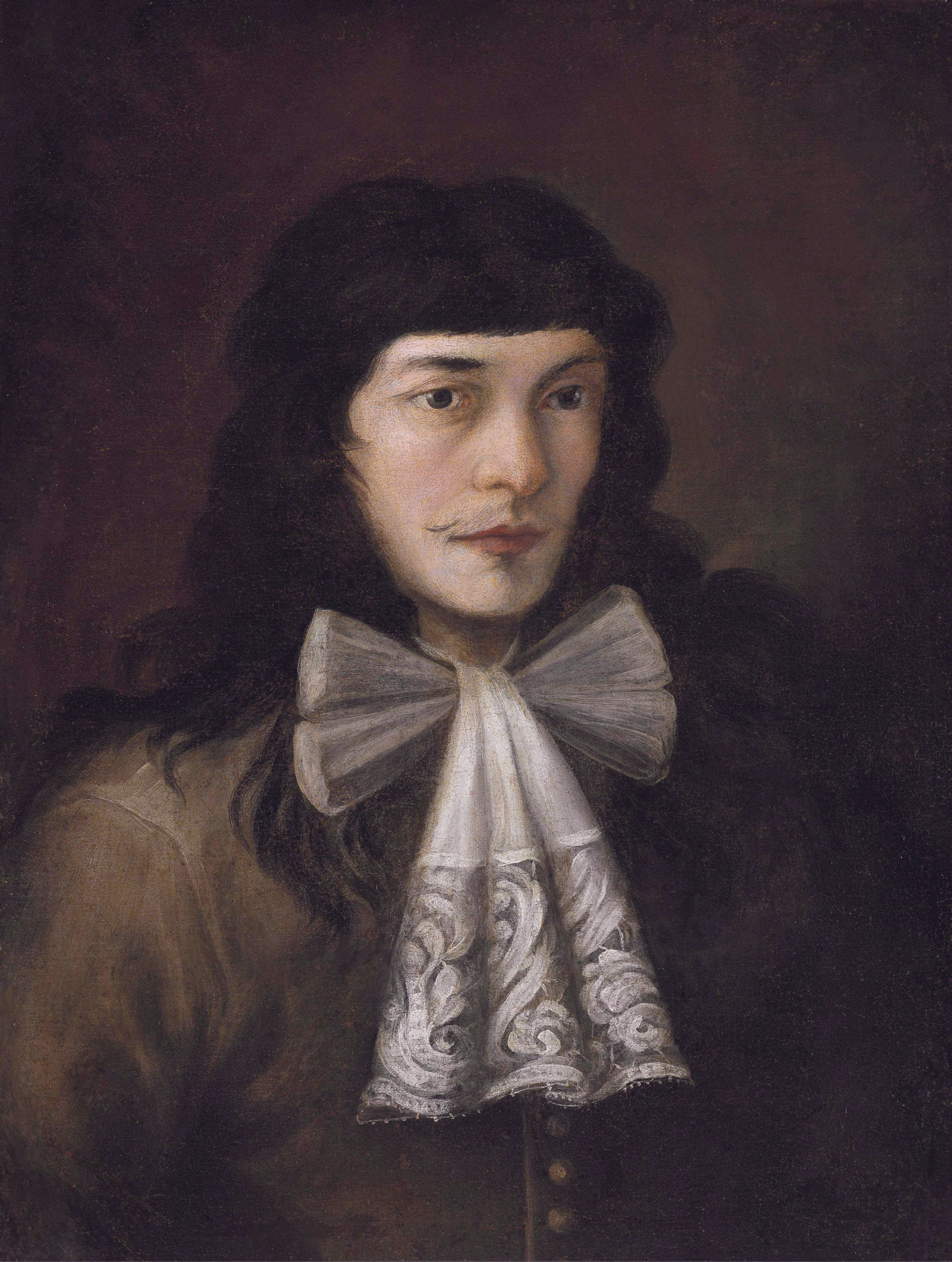
Selbstbildnis von Alessandro Magnasco, Öl auf Leinwand, 63,5 × 48,3 cm, Privatsammlung (?)

Alessandro Magnasco (* 4. Februar 1667 in Genua; † 12. März 1749 ebenda) war ein italienischer Maler des Barock und Vorreiter des Rokoko. Aufgrund seiner körperlichen Erscheinung wurde er auch Lissandrino genannt, was so viel wie „kleiner Alessandro“ bedeutet.

## Leben und Wirken
Er war ein Sohn von Livia Caterina Musso und Stefano Magnasco. Nach dem Tode des Vaters (1672 ?), der auch Maler und ein Schüler von Valerio Castello gewesen war, begab sich Alessandro, etwa zwischen 1677 und 1685,  nach Mailand. Dort verbrachte er den Großteil seines Lebens und seiner Karriere, ohne den Kontakt zum heimatlichen Genua abzubrechen, wo seine Mutter und Geschwister lebten.

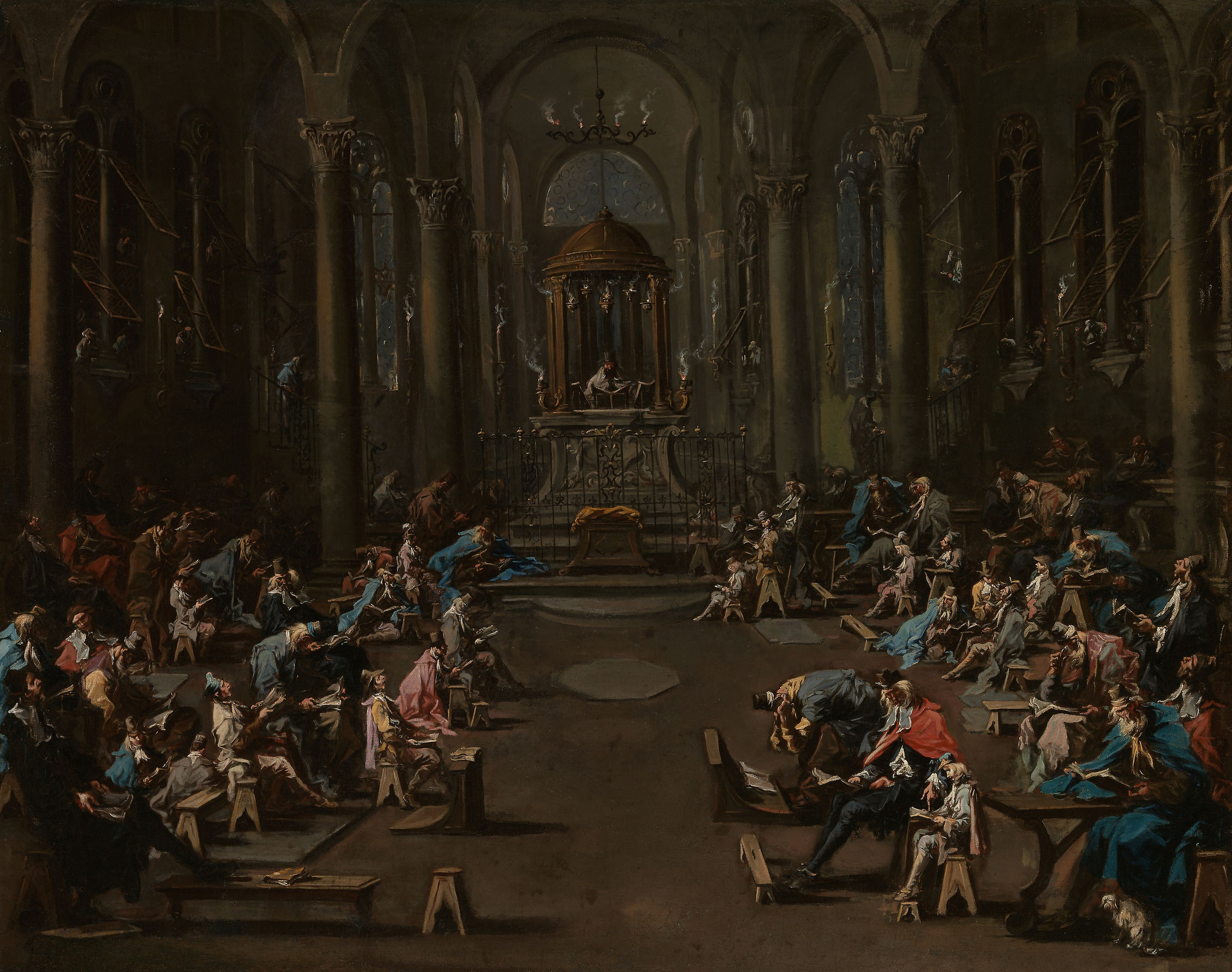
Gebet in der Synagoge, ca. 1725–35, Öl auf Leinwand, 119,4 × 149,8 cm, Art Institute of Chicago (Es wird empfohlen das Bild durch Anklicken zu vergrößern!)

In Mailand machte er eine Ausbildung in der Werkstatt von Filippo Abbiati und malte anfangs einige Kirchenbilder, wie die Ekstase des hl. Franziskus (Palazzo Luca Grimaldi, „Palazzo Bianco“, Genua). Zu Beginn seiner künstlerischen Laufbahn tat er sich vor allem durch Porträts hervor, die sich in ihrem Tonfall deutlich von der durch Frankreich beeinflussten, feierlich-verherrlichenden Porträtkunst seiner Zeit unterscheiden.
Wann er sich für seine eigentliche Berufung, die Genremalerei, entschied, ist nicht genau bekannt. Sein erstes datiertes Gemälde ist eine Versammlung der Quäker (Privatsammlung) aus dem Jahr 1695, ein ausgesprochen ungewöhnliches Thema für einen italienischen Maler. In seinem Werk finden sich auch mehrere Bilder von betenden Menschen in einer Synagoge, neben zahlreichen Darstellungen von Pilgern, oder Mönchen und Nonnen verschiedener christlicher Ordensgemeinschaften, die er sowohl in Landschaften wie im Kloster selber abbildete.
Jahrzehntelang arbeitete Magnasco mit Antonio Francesco Peruzzini († 1724) aus Ancona zusammen, in dessen Landschaften er seine kleinen, fast skizzenhaften Staffagefiguren setzte. Eine erste dokumentierte Gemeinschaftsproduktion ist die 1697 datierte Prozession von Kapuzinermönchen (Privatsammlung).
Eine weitere lebenslange Zusammenarbeit verband ihn mit dem Architektur- und Ruinenmaler Clemente Spera, mit dem er 1698–99 vier Architektonische Ruinen mit Figuren für den General Giovan Francesco Arese aus Mailand schuf. Daneben wirkte Magnasco zeitweise auch mit den Landschaftsmalern Jean-Baptiste Feret, Nicola van Houbraken, Crescenzio Onofri und Marco Ricci zusammen.

Jesus am See von Galiläa, ca. 1740, Öl auf Leinwand, 118,1 × 146,7 cm, National Gallery of Art, Washington

Laut Carlo Giuseppe Ratti (1762) hielt sich Magnasco eine Zeit lang in Venedig auf, wo er sich mit Sebastiano Ricci anfreundete.
1703 ist er zusammen mit Peruzzini in Florenz nachgewiesen, wo er einige Jahre für die Medici arbeitete, insbesondere für Ferdinando de’ Medici. In einer Jagdszene (Wadsworth Atheneum, Hartford) porträtierte Magnasco sich selber und Sebastiano Ricci neben dem Großfürsten und dessen Gemahlin Violante von Bayern.
In Genua heiratete er wahrscheinlich im Jahr 1708 die junge Witwe Maria Rosa Caterina Borea, mit der er drei Kinder hatte, Livia Caterina (* 1709), Francesca (1710–12) und Stefano (1712–13).
1709 kehrte er nach Mailand zurück, wo er für die Familien der Archinto, Casnedi, Visconti und Durini arbeitete, oft zusammen mit Peruzzini oder Spera.
Für Graf Hieronymus von Colloredo, den österreichischen Gouverneur von Mailand, führte er zwischen 1719 und 1725 vier Gemälde aus, die später ins Stift Seitenstetten gelangten: Diese Bilder stellen Bibliothek und Refektorium der Kapuziner dar, sowie den Katechismus im Dom von Mailand und die Synagoge.

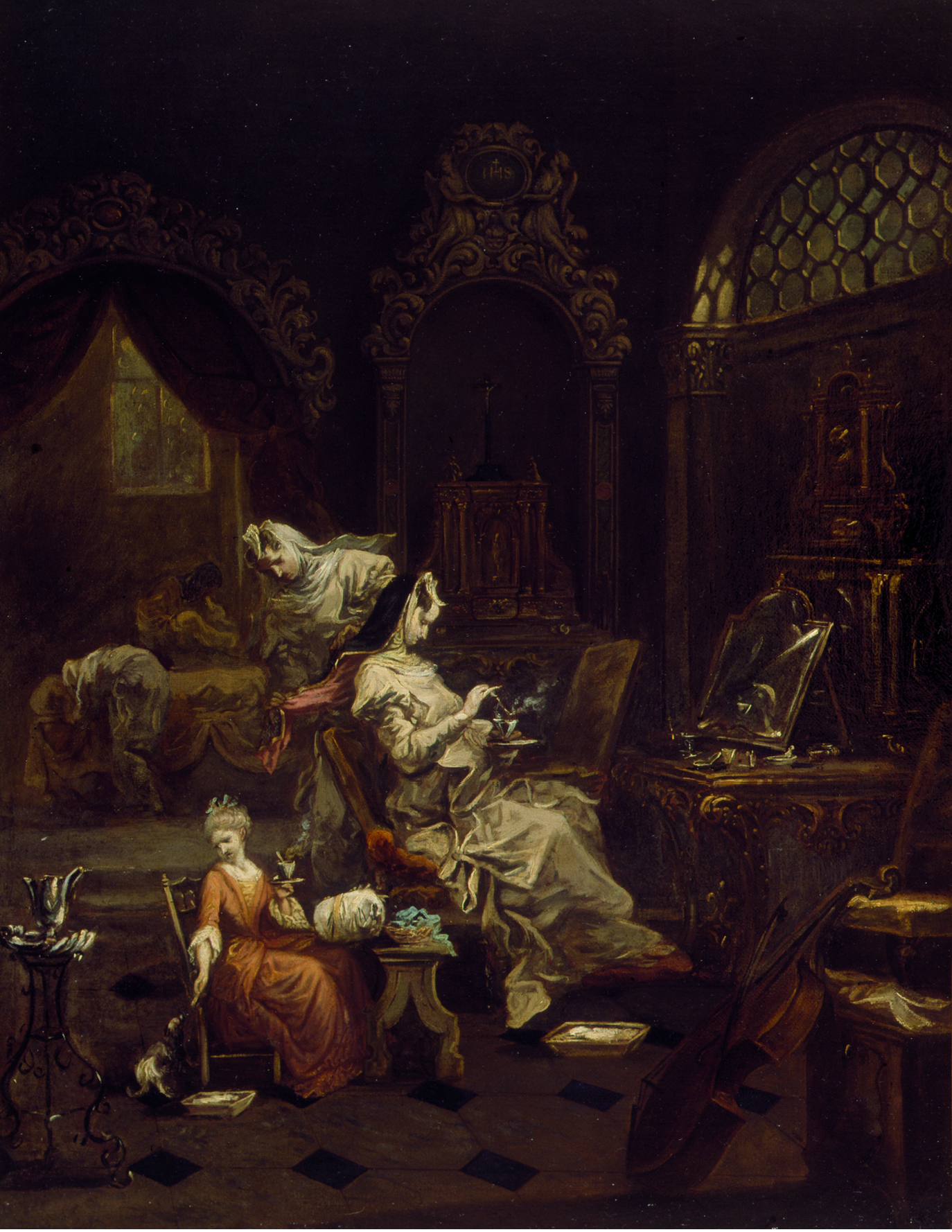
Die Schokolade, 1740–45, Öl auf Leinwand, 73 × 57 cm, Privatsammlung

Sein letztes sicher datierbares Gemälde ist der frevelhafte Diebstahl (Museo Diocesano, Mailand), den er als Votivbild kurz nach einem im Januar 1731 passierten Einbruchsversuch in der Kirche Santa Maria di Siziano von Pavia malte.
Nach dem Tode seiner Frau (1732), wahrscheinlich 1733, kehrte Magnasco zusammen mit seiner einzigen überlebenden Tochter Livia Caterina zurück nach Genua, wo Livia einen Giacomo Miconi heiratete. Obwohl mittlerweile über siebzig, gab Magnasco das Malen auch in seinen letzten Jahren in Genua nicht auf. Dieser Spätphase werden unter anderem vier Bilder mit Szenen aus dem Leben in Frauenklöstern zugeordnet: das Nonnenkonzert, die Schokolade, der Besuchsraum und Nonnen im Garten (in Privatsammlungen). Zugeordnet Nonnen im Chor (Galerie Alte Meister, Dresden). In scharfem Kontrast dazu stehen schreckliche und düstere Themen wie die Befragung der Gefangenen oder Einschiffung der Galeerensklaven (Musée des Beaux-Arts, Bordeaux), andererseits aber auch die Gesellschaft im Garten von Albaro (Palazzo Bianco, Genua).
Während einer schweren Krankheit im Jahr 1743, ernannte Magnasco seine Tochter zu seiner Erbin und gab ihr die Vollmacht über sein Vermögen, das er im Banco di San Giorgio investiert hatte. Er erholte sich jedoch wieder und starb mit 82 Jahren am 12. März 1749 in Genua, wo er in der Kirche San Donato bestattet wurde.

## Stil und Würdigung
Alessandro Magnasco hinterließ ein umfangreiches und vielseitiges Werk, bestehend aus christlich-religiösen und historischen Szenen, Genrebildern, Capricci und fantastischen Landschaften mit Figurenstaffage; gerne malt er auch Seestürme, nicht selten mit Mönchen, die das Meer durch Gebete zu beruhigen versuchen. Da die meisten Werke nicht datiert sind, ist eine chronologische Zuordnung nicht ganz einfach.

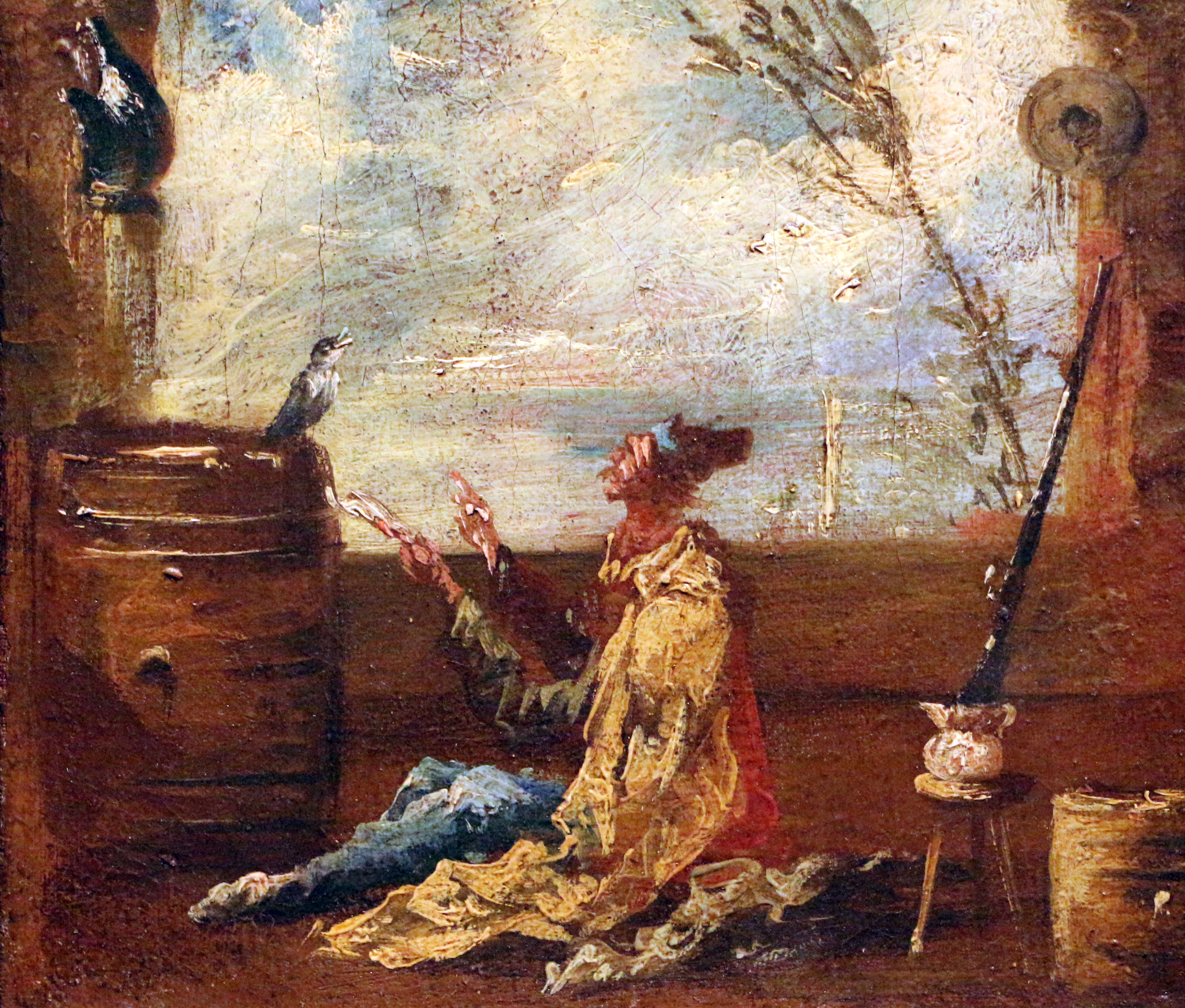
Der Dichter und der Vogel (Detail), 1700–25, Öl auf Leinwand (Gesamtgröße: 18,2 × 23,0 cm), Museu Nacional de Arte Antiga, Lissabon

Magnasco nimmt mit seiner Kunst eine Art Außenseiterrolle ein, auch wenn er zu Lebzeiten durchaus geschätzt wurde und Erfolg hatte. Nicht nur die Motive seiner Genreszenen, zu denen Bettler, Vagabunden und Arme, Soldaten, Zigeuner, Alchimisten, Hexen, Angehörige seinerzeit verachteter „fremdartiger“ Glaubensrichtungen wie Juden und Quäker und immer wieder Mönche und Nonnen zählen, sind ungewöhnlich. Auch sein Malstil zeichnet sich durch eine gewisse Exzentrik aus, die anscheinend im Laufe der Zeit noch zunahm. Seine Farbpalette ist eher gedämpft und etwas schummrig, mit einer Betonung von Grau- und Brauntönen, in Landschaften natürlich auch Grün und Himmelblau; die Figuren oft in bunteren Farben gemalt. Charakteristisch ist dabei eine – als al tocco-Manier bekannte – schnelle, flüchtige, ja nervöse Pinselführung, mit Ergebnissen, die bis zu einem gewissen Grade skizzenhaft und bizarr wirken und dem Maler im 20. Jahrhundert den Ruf eingetragen haben, eine Art Vorreiter des Impressionismus und sogar des Expressionismus gewesen zu sein. Seine Figuren sind im Allgemeinen von manieristischer Überschlankheit, mit gelängten Gliedern und manchmal „verzerrten“ Bewegungen. Besonders die kleinen Gestalten seiner Landschaften und Genrebilder sind nur schemenhaft angedeutet, ohne individuelle Züge und wirken malerisch wie hingeworfen. Der Faltenwurf der Gewänder ist oft zickzackartig. Die Bizarrerie vieler seiner Werke hat etwas Humorvolles und Karikierendes, dabei wurde immer wieder auf eine Nähe zu Jacques Callot hingewiesen, es bestehen außerdem Affinitäten zu den bamboccianti und zu dem Genueser Maler Grechetto, von dessen berühmter Anbetung der Hirten (in der Genueser Kirche San Luca) Magnasco eine kleine Kopie anfertigte. Malerisch ist Magnasco wohl auch durch Sebastiano Ricci beeinflusst, mit dem er befreundet war; allerdings ist ein gegenseitiger Einfluss möglich. Magnascos rokokohafter „Impressionismus“ wiederum hatte Einfluss auf Francesco Guardi.

## Bildergalerie

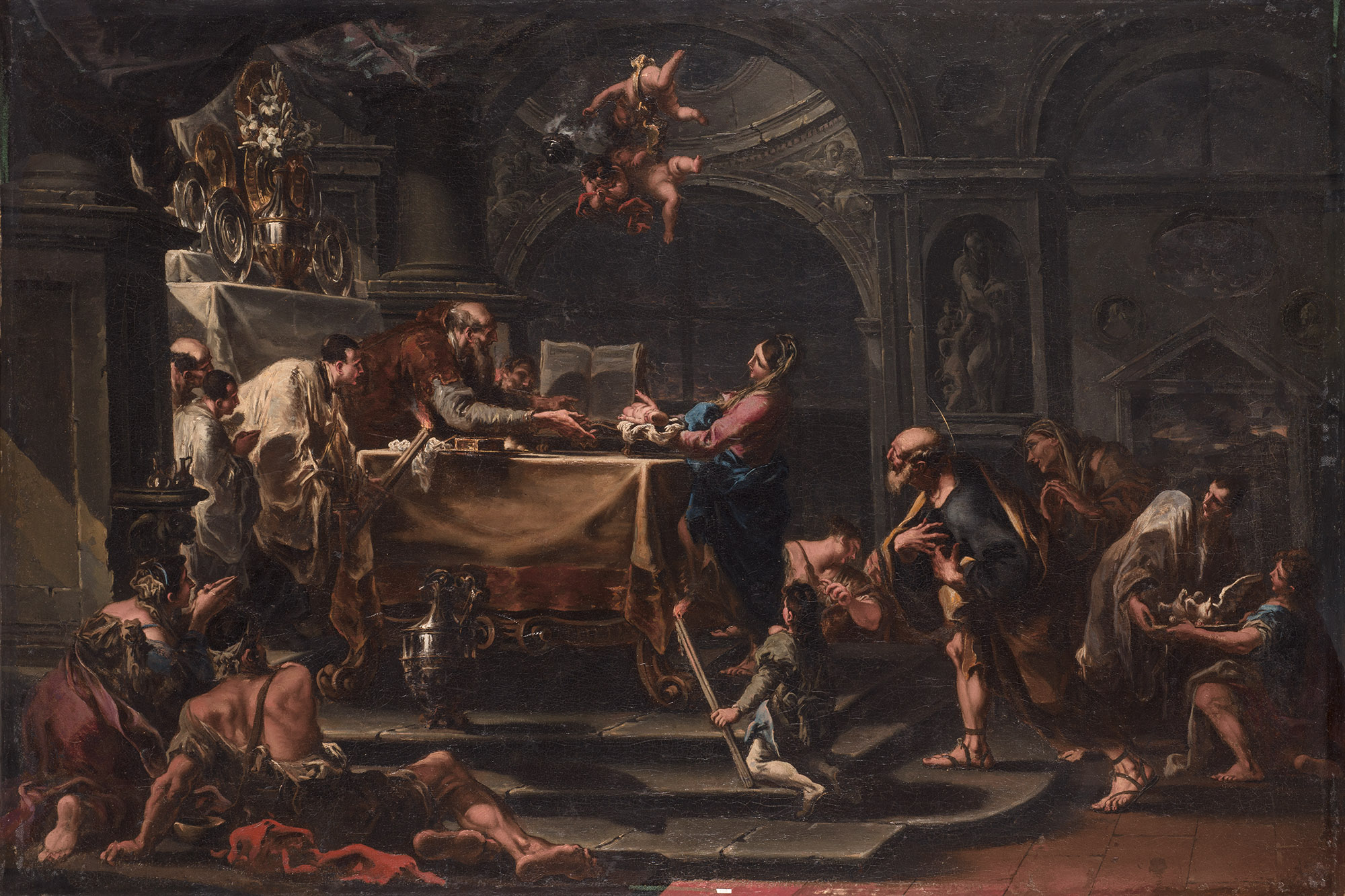
Darbringung Jesu im Tempel, 1700–1710, Öl auf Leinwand, 71,8 × 107,4 cm, Wadsworth Atheneum, Hartford (Connecticut)
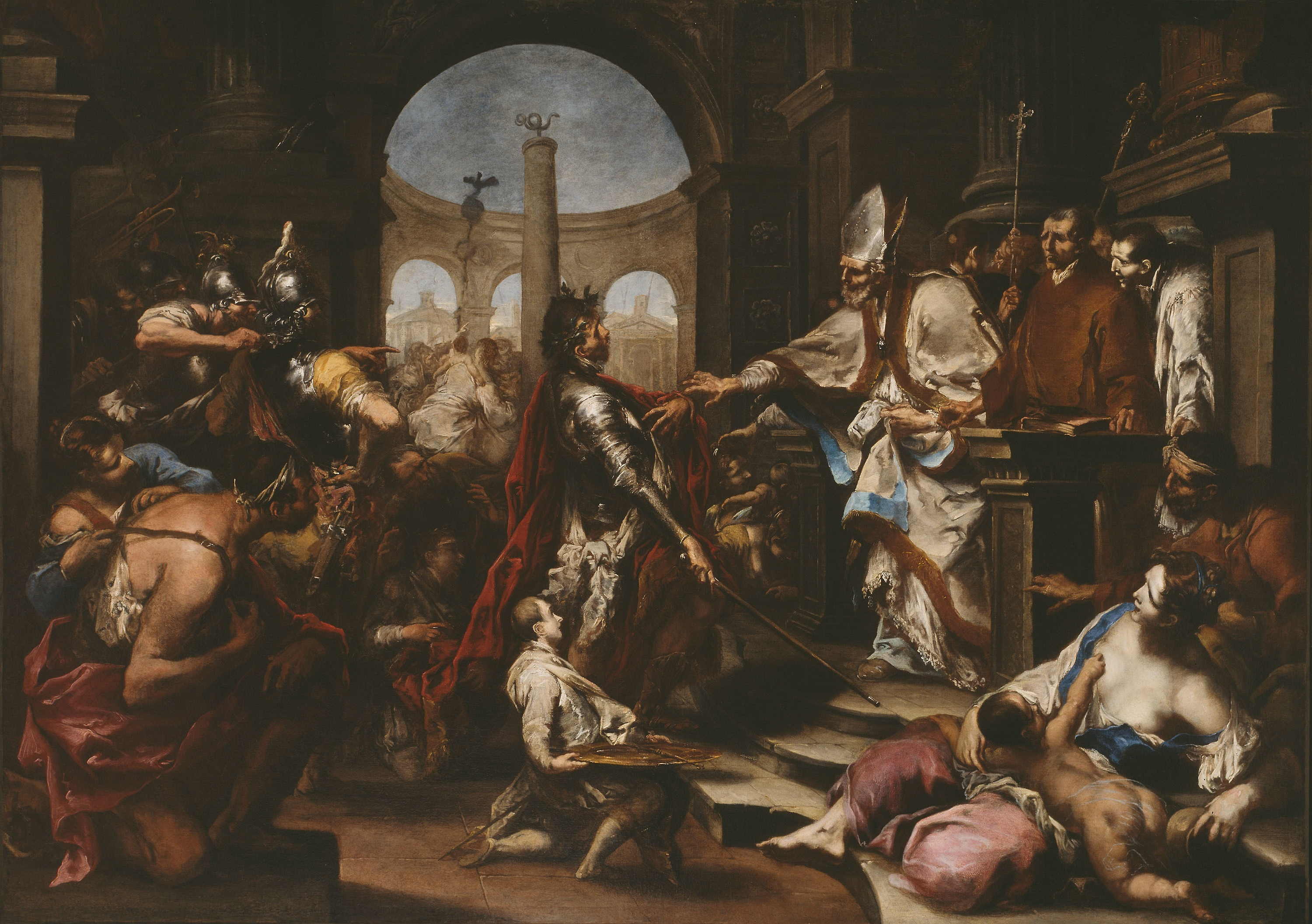
Der hl. Ambrosius vertreibt Theodosius aus der Kirche, 1700–1710, Öl auf Leinwand, 155,3 × 213,5 cm, Art Institute of Chicago
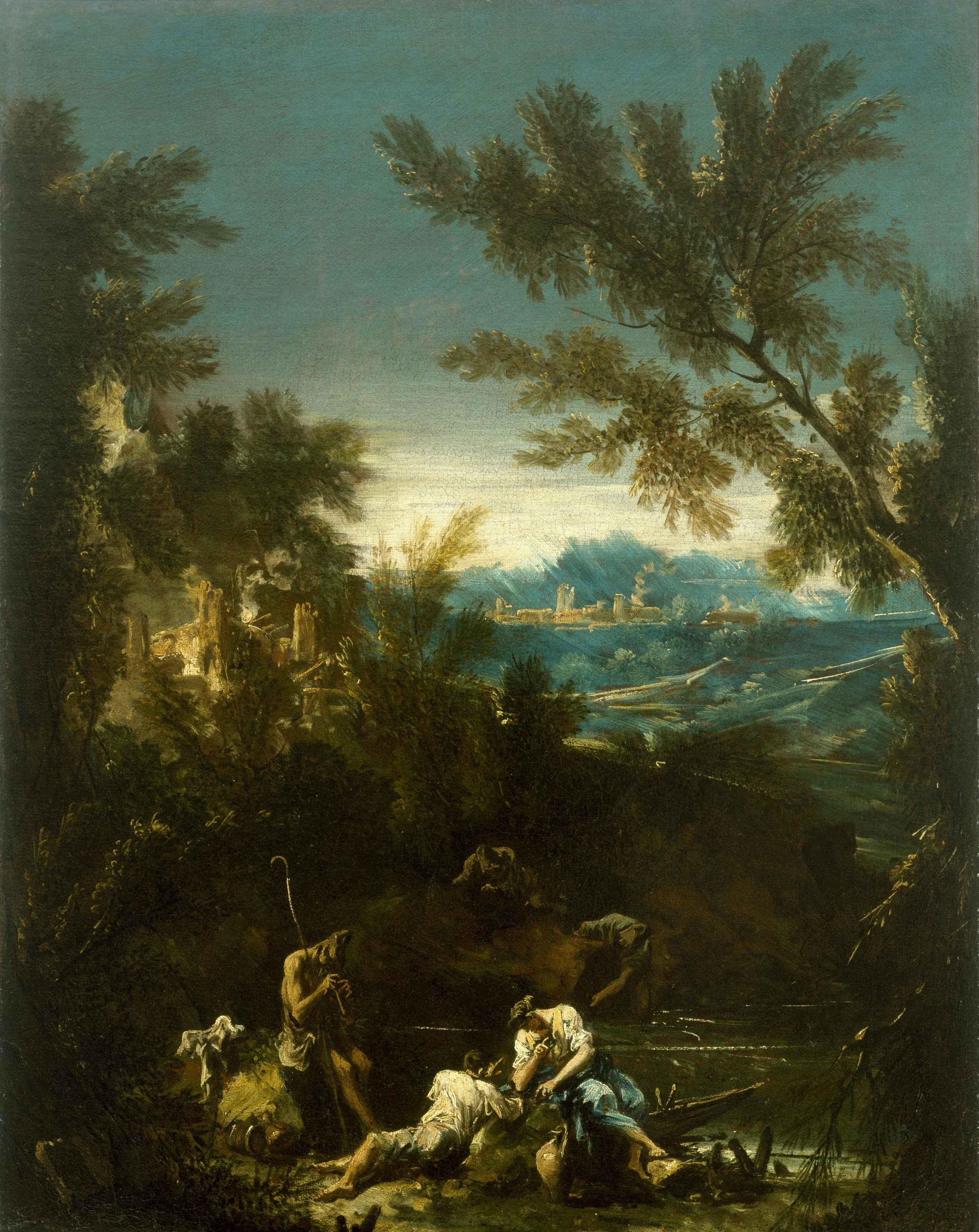
Landschaft mit Hirten, 1710–20 (?), Öl auf Leinwand, 57,7 × 73,2 cm, Museum of Fine Arts, Houston
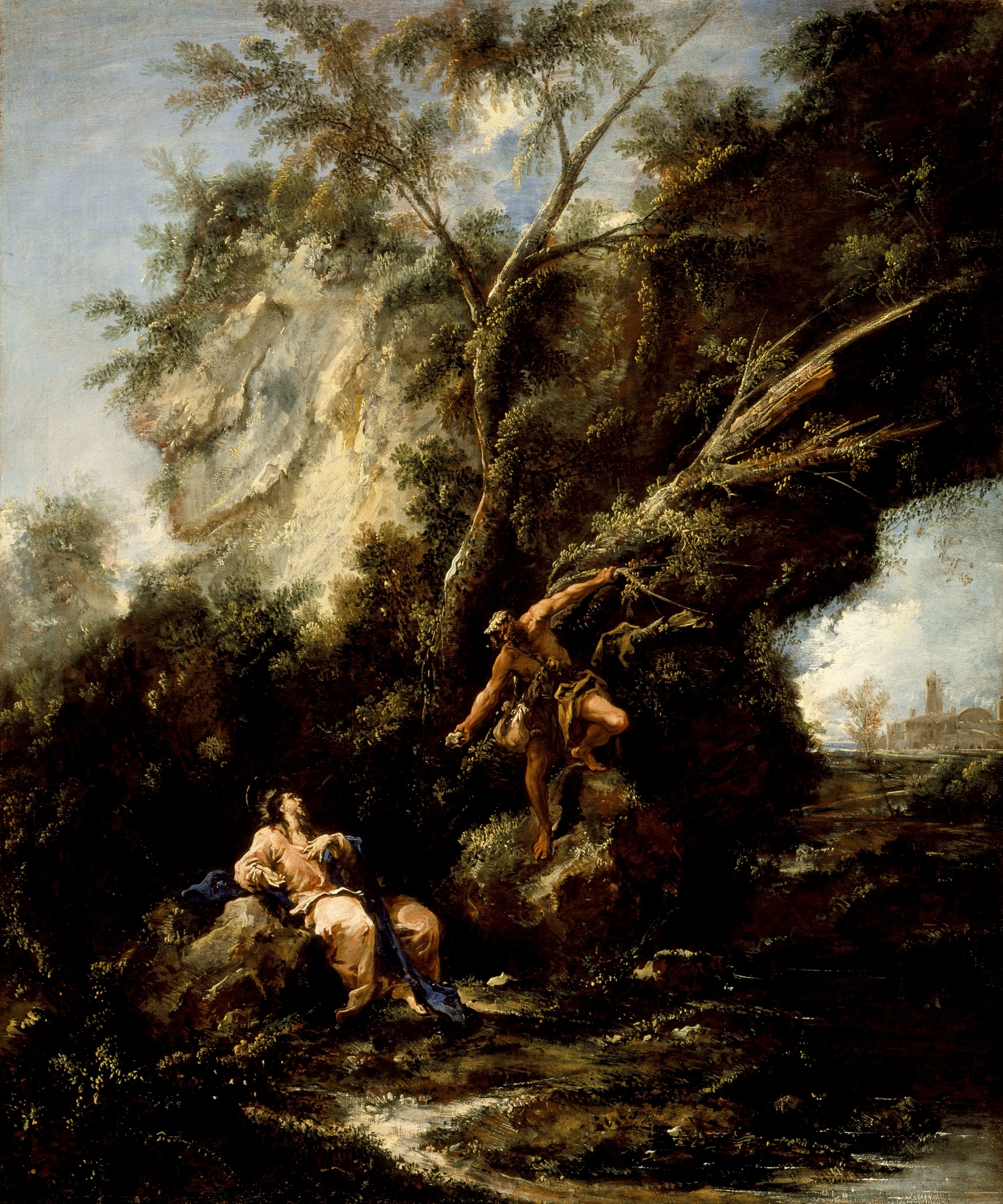
Magnasco und Antonio Francesco Peruzzini: Landschaft mit Versuchung Christi, um 1715, Öl auf Leinwand, 116,8 × 95,8 cm, Los Angeles County Museum of Art
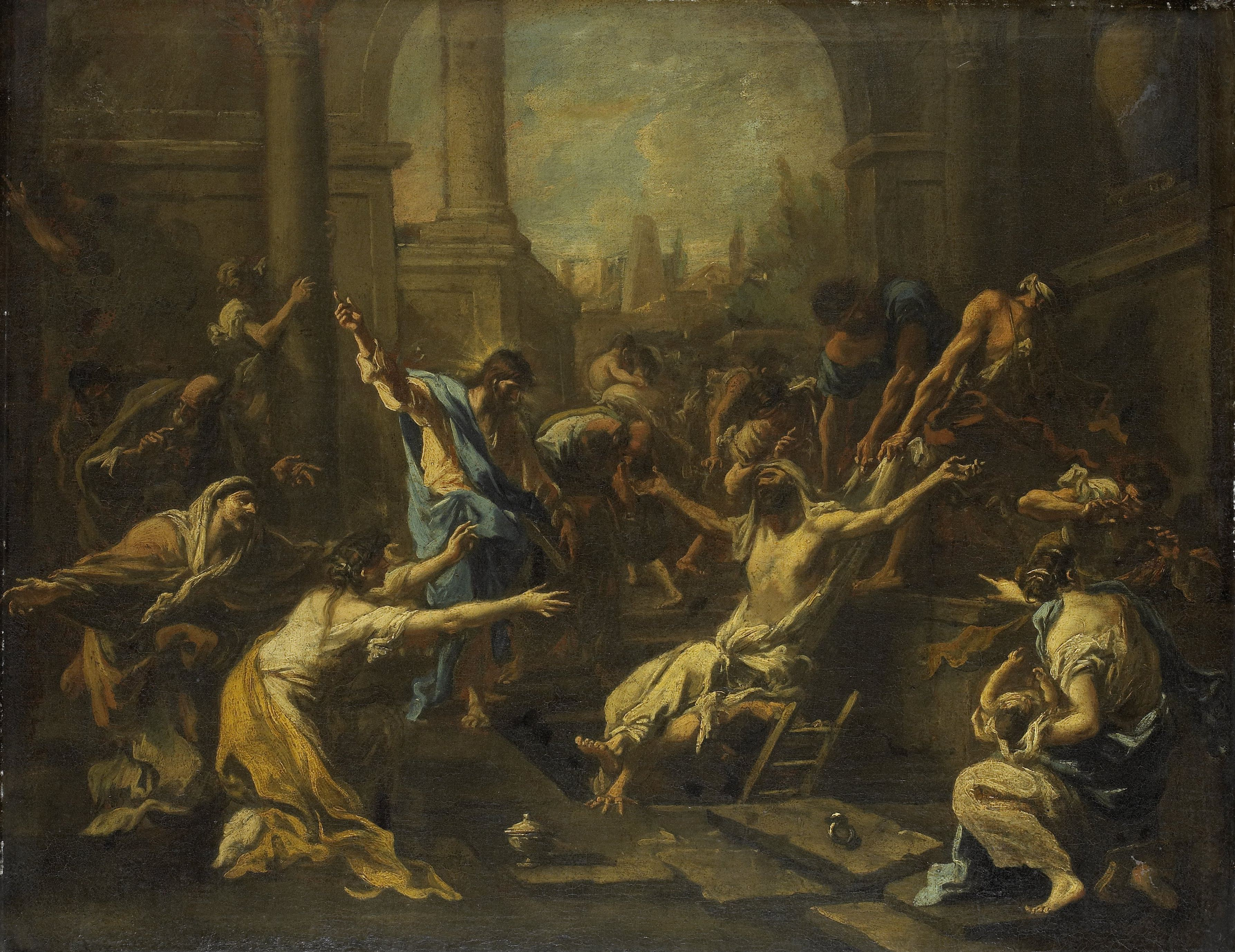
Die Auferstehung des Lazarus, Öl auf Leinwand,  65,5 × 83,5 cm, Rijksmuseum, Amsterdam
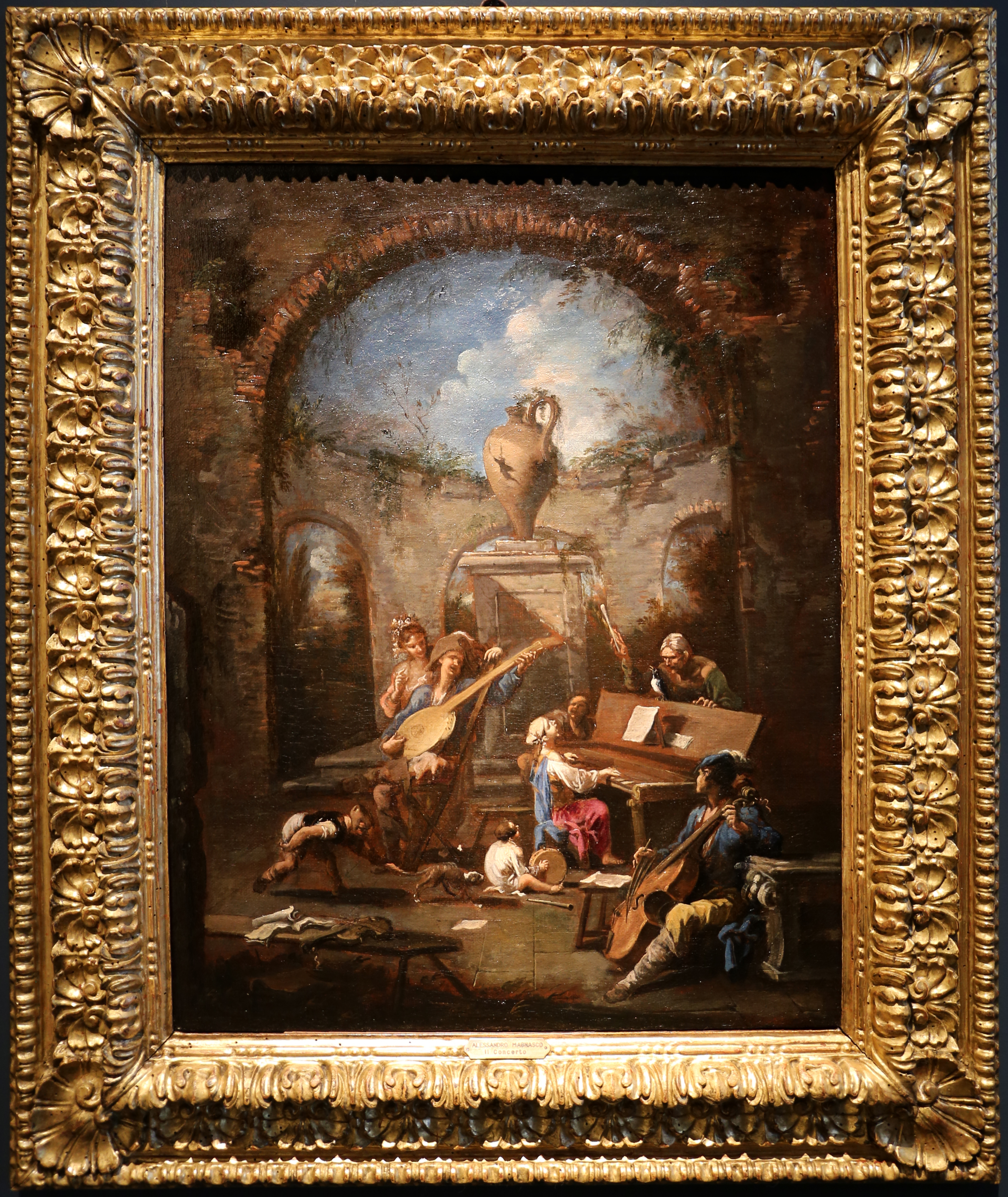
Kleines Konzert, Öl auf Leinwand, Privatsammlung
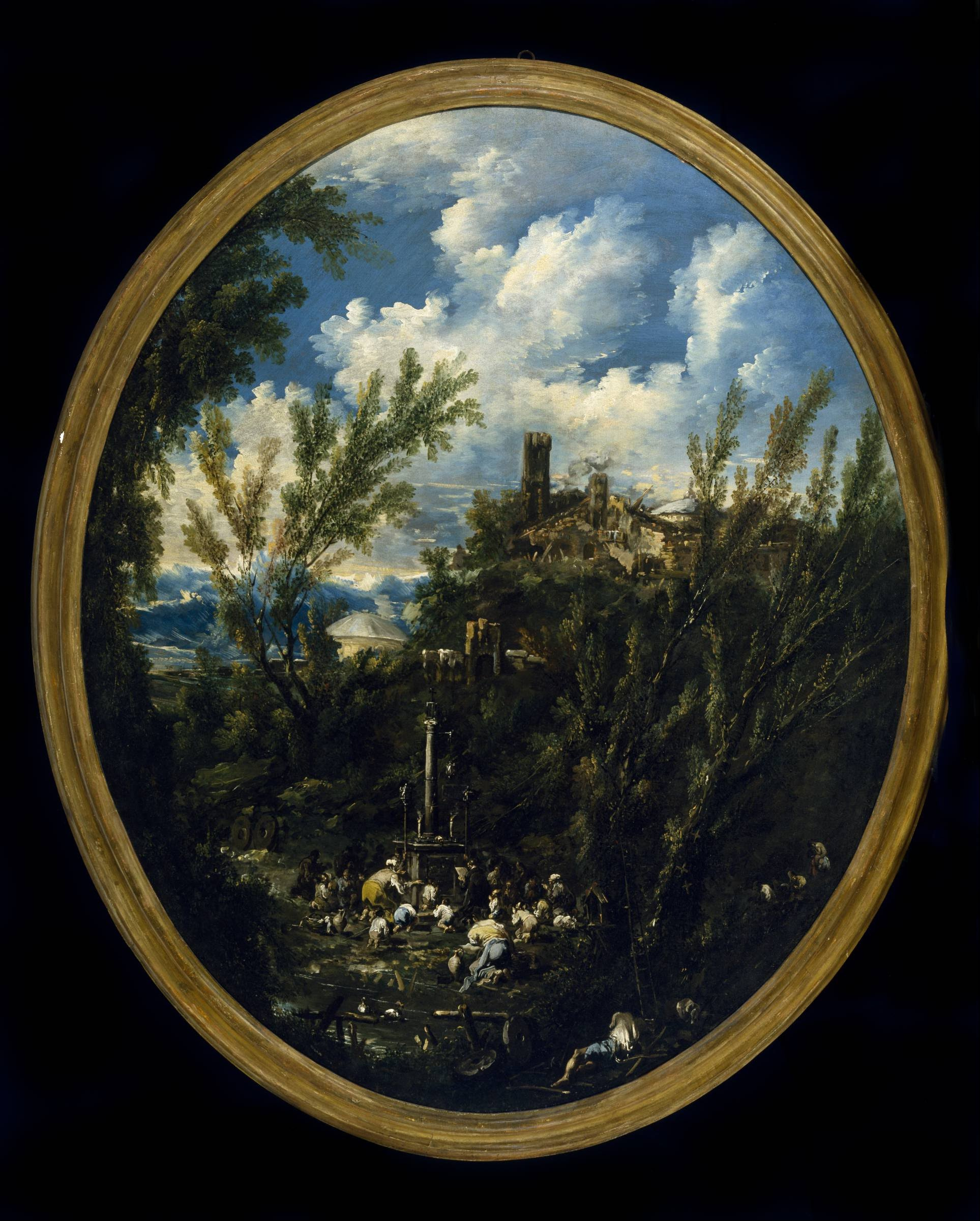
Pilger an einem Heiligtum, Öl auf Leinwand, 18,54 × 15,56 cm, Museum of Fine Arts, Houston
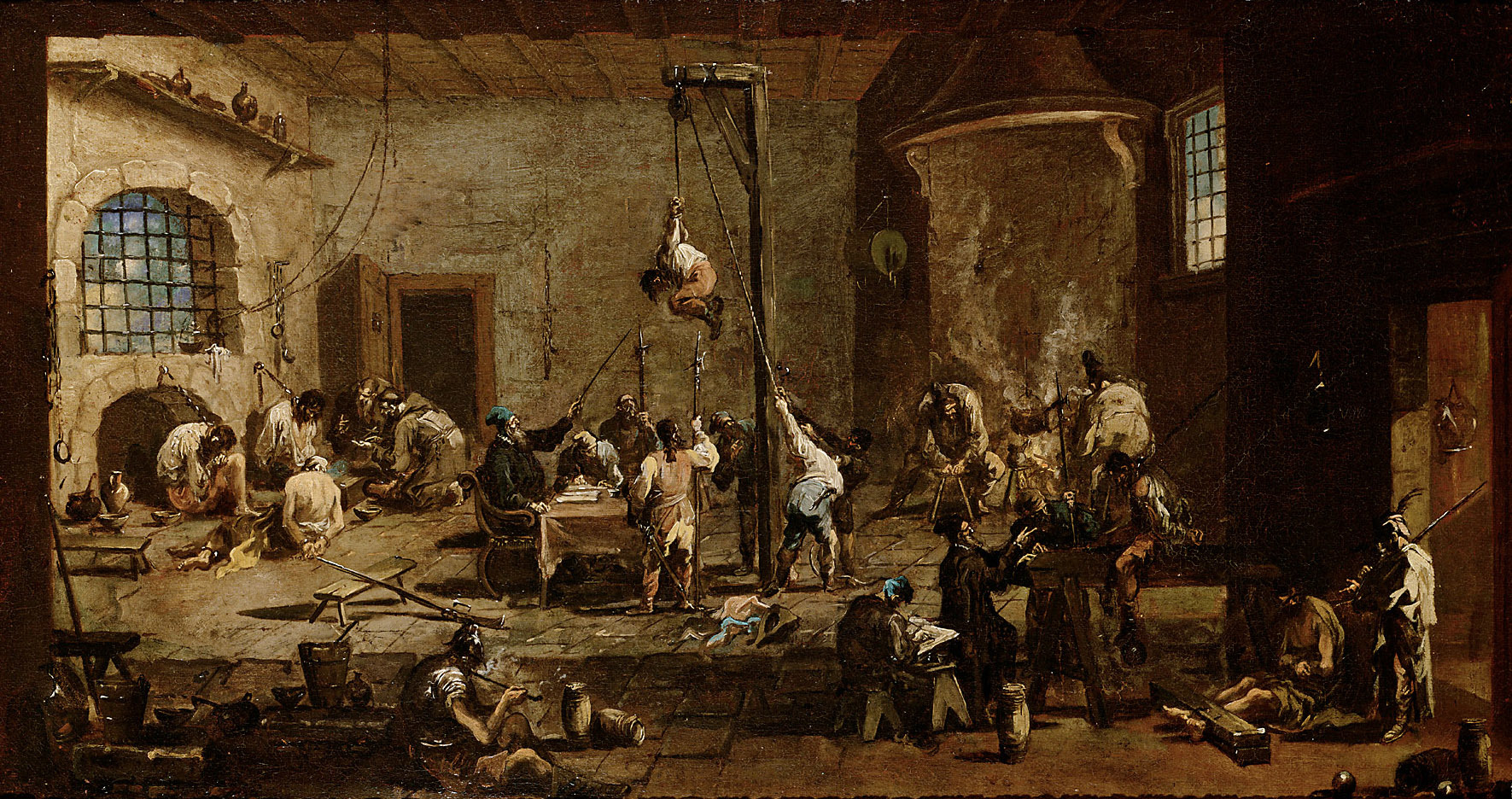
Peinliche Befragung im Gefängnis, ca. 1710–20 (?), Öl auf Leinwand, 44,5 × 82,5 cm, Kunsthistorisches Museum, Wien
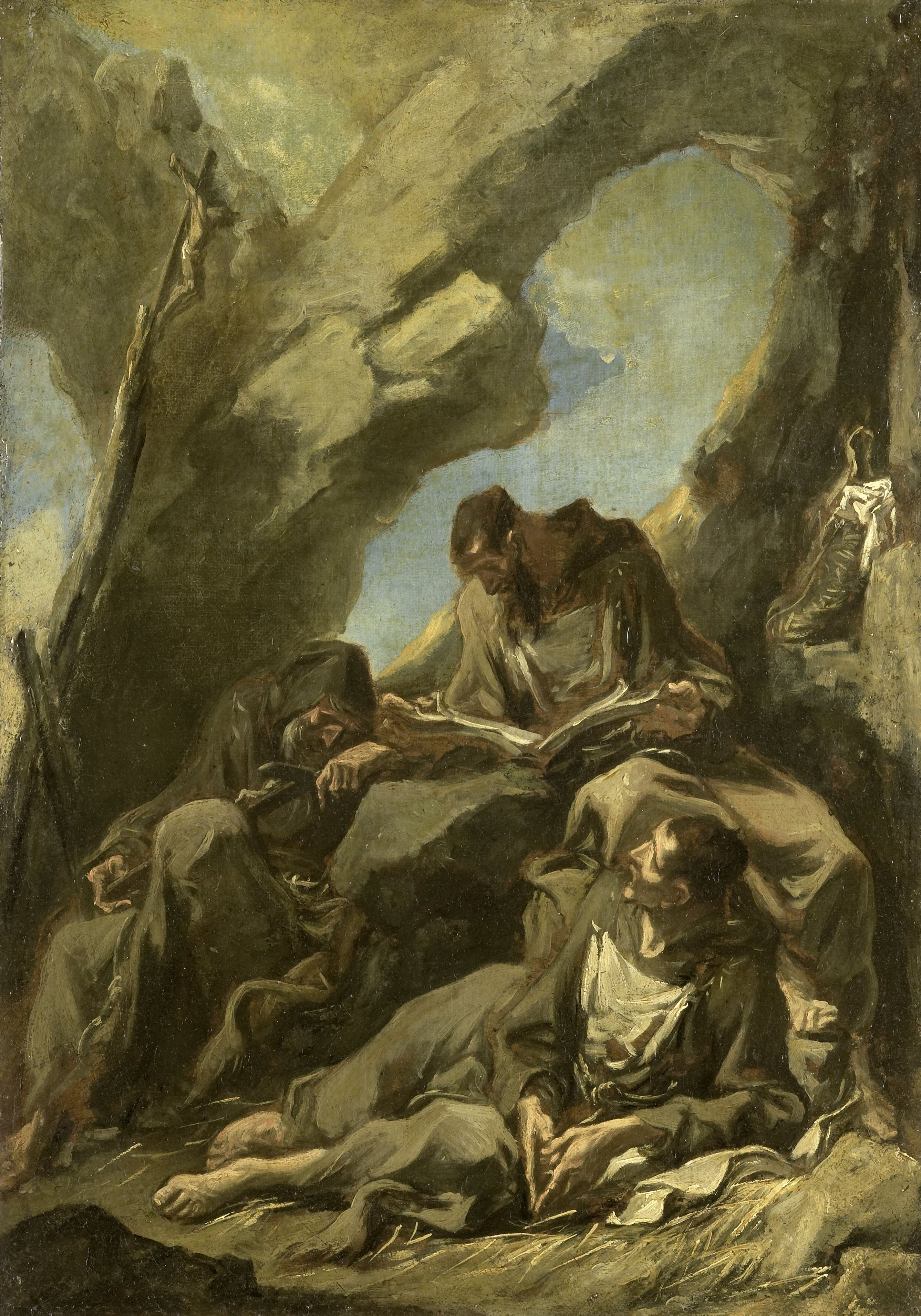
Drei Kapuzinermönche im Gebet, Öl auf Leinwand, 54,5 × 39,0 cm, Rijksmuseum, Amsterdam
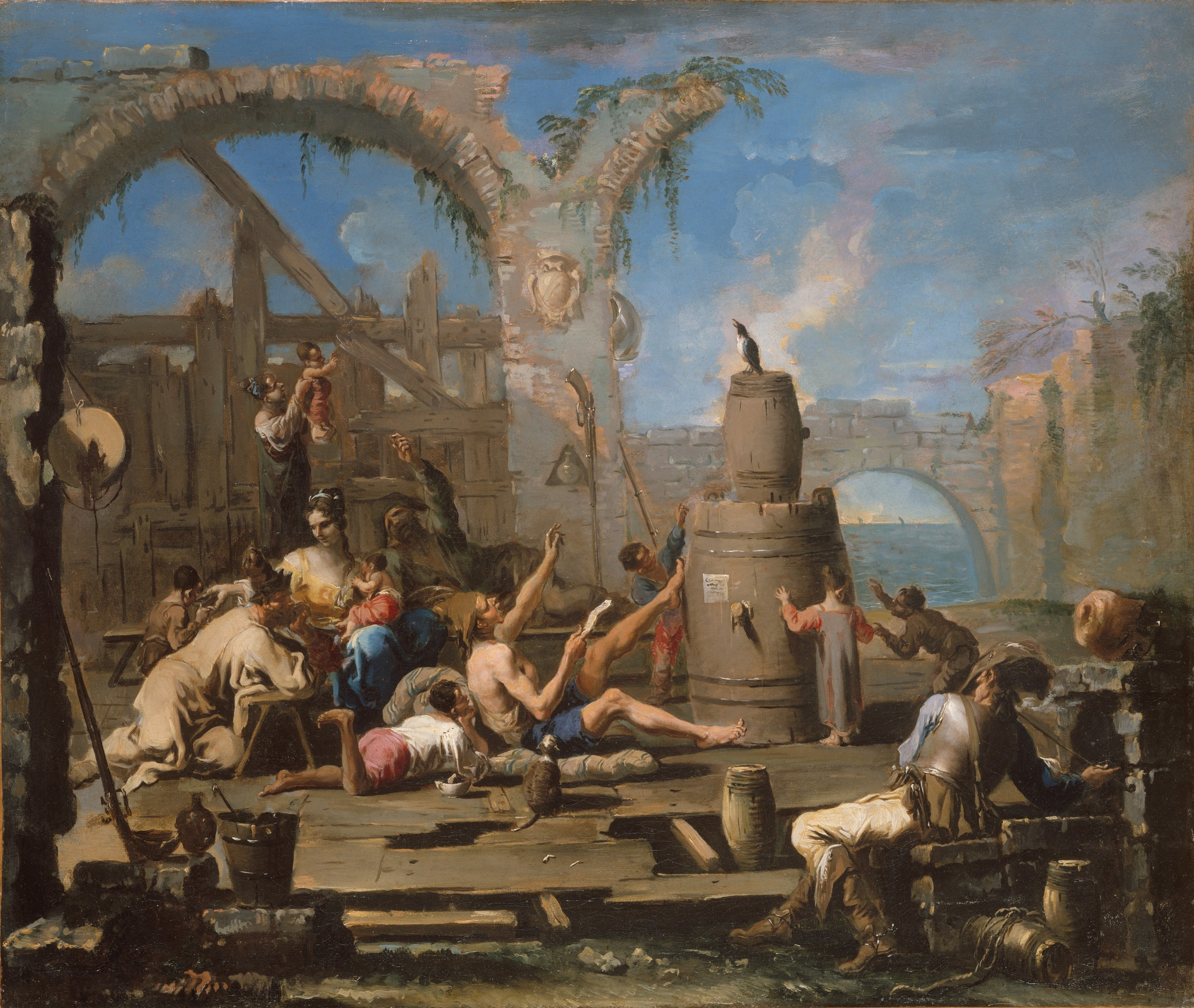
Die Elster, Öl auf Leinwand, 63,5 × 74,9 cm, Metropolitan Museum, New York
Der Alchimist, Öl auf Leinwand, 71,5 × 59,5 cm, Schwedisches Nationalmuseum, Stockholm
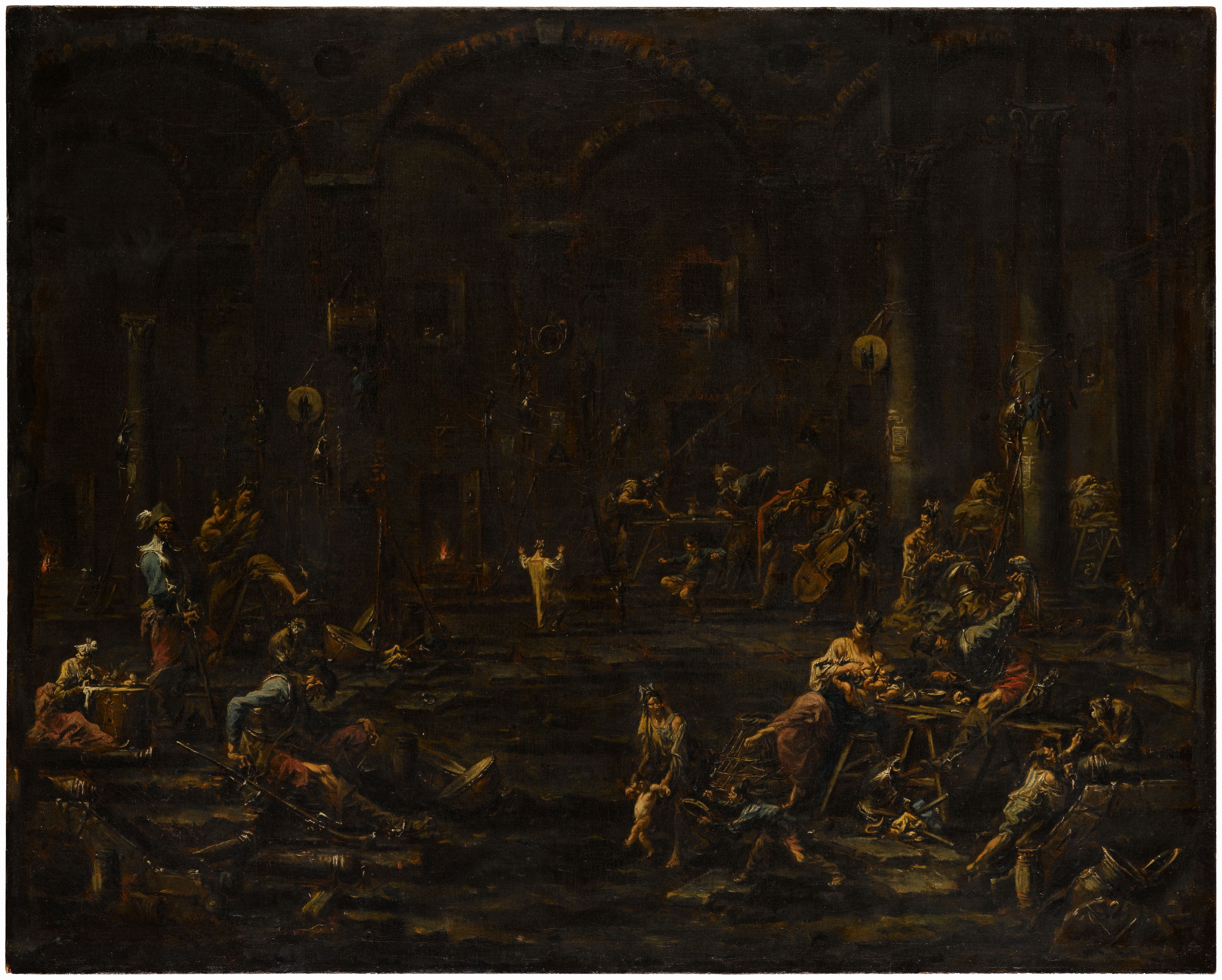
Spieler, Soldaten und Vagabunden, Öl auf Leinwand, 118,7 × 149,6 cm, Staatsgalerie Stuttgart